# Calvarrasa de Arriba (kommunhuvudort)
Calvarrasa de Arriba är en kommunhuvudort i Spanien. Den ligger i provinsen Provincia de Salamanca och regionen Kastilien och Leon, i den centrala delen av landet, 170 km väster om huvudstaden Madrid. Calvarrasa de Arriba ligger 849 meter över havet och antalet invånare är 671.
Terrängen runt Calvarrasa de Arriba är platt, och sluttar norrut. Runt Calvarrasa de Arriba är det ganska tätbefolkat, med 72 invånare per kvadratkilometer. Närmaste större samhälle är Salamanca, 9,2 km nordväst om Calvarrasa de Arriba. Trakten runt Calvarrasa de Arriba består till största delen av jordbruksmark.